# Fakhri Saleh
Fakhri Saleh (arabisch فخري صالح) (* 1957 in Jenin, Westjordanland) ist ein jordanischer Schriftsteller.

## Leben
Saleh begann nach seinem Abitur (1976) zunächst ein Medizinstudium, brach dieses jedoch nach vier Jahren ab und arbeitete als Journalist in der arabischen Welt und speziell in Jordanien. Zugleich studierte er englische Literatur und Philosophie. Er schrieb seine Magisterarbeit über V. S. Naipaul’s Views of Islam in His Travel Books: A Post-Colonial Study.
Er schrieb viele Bücher in Arabisch über arabische Literatur und Dichtung. 1997 bekam er den Literaturkritikpreis von Palästina und 2003 den Ghalib-Halasa-Preis für seinen kulturellen Beitrag zur Kritik und für seine Übersetzungen englischer Bücher ins Arabische. Er ist weiterhin Redakteur bei der Tageszeitung Ad-Dustour und der Leiter der jordanischen Gesellschaft der Literaturkritiker.

## Werke (chronologisch)
- The Palestinian Short Story in the Occupied Territories (1982)
- An Anthology of Palestinian Short Story in the Occupied Territories (1982)
- On the Palestinian Novel (1985)
- The Illusion of Beginnings: The Discourse of the Novel in Jordan (1993)
- The Influence of Ritsos in Contemporary Arabic Poetry (1998)
- The Vanishing Meaning: On Arabic Nouveau Roman (2000)
- In Defence of Edward Said (2000)

### Zeitungsartikel
- Reformdebatten und Rückschläge in der arabischen Welt im Aufbruch. (Memento vom 29. September 2007 im Internet Archive) In: Neue Zürcher Zeitung, 4. Juni 2005
- Durchaus keine ewige Feindschaft. In: Neue Zürcher Zeitung, 30. September 2005
- Die Politisierung des Genozids. In: Neue Zürcher Zeitung, 19. Januar 2006
- Die Hermeneutik des Korans. In: Neue Zürcher Zeitung, 11. November 2006

| Personendaten    | Personendaten               |
| ---------------- | --------------------------- |
| NAME             | Saleh, Fakhri               |
| ALTERNATIVNAMEN  | فخري صالح (arabisch)        |
| KURZBESCHREIBUNG | jordanischer Schriftsteller |
| GEBURTSDATUM     | 1957                        |
| GEBURTSORT       | Jenin, Westjordanland       |